# Systasis euctemon
Systasis euctemon är en stekelart som först beskrevs av Walker 1839.  Systasis euctemon ingår i släktet Systasis och familjen puppglanssteklar. Inga underarter finns listade i Catalogue of Life.